# Laephotis
Laephotis é um gênero de morcegos da família Vespertilionidae.

## Espécies
- Laephotis angolensis Monard, 1935
- Laephotis botswanae Setzer, 1971
- Laephotis capensis (A. Smith, 1829)
- Laephotis kirinyaga
- Laephotis malagasyensis (Peterson, Eger & Mitchell, 1995)
- Laephotis matroka (Thomas & Schwann, 1905)
- Laephotis namibensis Setzer, 1971
- Laephotis robertsi
- Laephotis stanleyi (Goodman, Kearney, Ratsimbazafy & Hassanin, 2017)
- Laephotis wintoni Thomas, 1901